# Теория за разпознаване на сигнала
Теория за разпознаване на сигнала е средство за определяне на възможността да се направи разграничение между моделите на информационно наситена енергия (наречена стимул при хората и сигнал при машините) и моделите на случайна енергия, които объркват и смущават информацията (наречено шум), състояща се от основни стимули и случайна активност на разпознаващата машина или нервната система.
Според теорията има много определящи за това как разпознаваща система ще разпознае сигнал и къде нивата на праг трябва да бъдат. Теорията може да опише как промяната на прага може да повлияе възможността за разпознаване, като така показва колко адаптирана е системата към нейната задача, предназначение или цел, към която се стреми.